# 宮地良樹
宮地 良樹（みやち よしき、1951年 - ）は、日本の医師、医学者。京都大学名誉教授、静岡社会健康医学大学院大学初代学長・社会健康医学研究科教授、公立大学法人静岡社会健康医学大学院大学初代理事長などを歴任。専門は皮膚科学。医学博士（京都大学・1985年）。
天理よろづ相談所病院皮膚科部長、群馬大学医学部教授、京都大学大学院医学研究科教授、京都大学医学部附属病院副院長（経営担当）、滋賀県立成人病センター総長、滋賀県立総合病院初代総長、静岡県立総合病院参与、特定非営利活動法人皮膚の健康研究機構理事長などを歴任した。

## 来歴
1951年（昭和26年）、静岡県出身。1970年（昭和45年）、静岡県立静岡高等学校卒業。1977年（昭和52年）、京都大学医学部卒業。1977年（昭和52年）より天理よろづ相談所病院 内科レジデント。翌年から、京都大学医学部にて皮膚科学研修医。
1979年（昭和54年）、京都大学医学部助手。主に皮膚科学の講義に携わる。1982年（昭和57年）にアメリカ合衆国に渡り、ミネソタ大学にて臨床免疫学やリウマチ学など内科学を学んだ。博士論文として「皮膚血管炎における多核白血球由来活性酸素に関する研究」を執筆、1985年（昭和60年）、医学博士。1986年（昭和61年）、京都大学医学部講師に就任し、主に皮膚科学の講義を担当した。なお、同年より病棟の医長も兼務した。
1990年（平成2年）、天理よろづ相談所病院、皮膚科部長。
1992年（平成4年）、群馬大学医学部教授。主に皮膚科学の講義を担当していた。
1998年（平成10年）、京都大学大学院医学研究科教授。主に皮膚科学の講義を担当した。2005年（平成17年）から2008年（平成20年）にかけて京都大学医学部附属病院副院長（経営担当）兼務。学内の要職を歴任した。2014年（平成26年）、京都大学名誉教授。
2014年（平成26年）、滋賀県立成人病センター院長。2017年（平成29年）からは総長を兼務。その後、滋賀県立成人病センターは改組され、2018年（平成30年）1月1日に滋賀県立総合病院が発足。引き続き院長と総長を兼務した。
2018年（平成30年）、静岡県立総合病院参与。また、同年より皮膚の健康研究機構にて理事長。2021年（令和3年）、静岡社会健康医学大学院大学社会健康医学研究科教授。社会健康医学研究科では、主として社会健康医学専攻の講義を担当した。学長兼務。理事長兼任。

## 著作

### 単著
- 宮地良樹著『知的なスキンケアQ&A——皮膚の常識・非常識』ミネルヴァ書房、1994年。ISBN 4623024490
- 宮地良樹著『一人医長のための皮膚外科診療』先端医学社、1996年。ISBN 4915892387

### 共著
- 西岡清・宮地良樹著『専門医が語るアトピー性皮膚炎』医学書院、1996年。ISBN 426013342X

### 編纂
- 黒沢元博・宮地良樹編著『アレルギー炎症性疾患——新たなアプローチ』先端医学社、1994年。ISBN 4915892158
- 宮地良樹・大谷清編著『褥瘡ケア・ハンドブック』先端医学社、1995年。ISBN 4915892212
- 西岡清・宮地良樹編『実地医家のための皮膚病診断Q&A』南江堂、1995年。ISBN 4524209085
- 宮地良樹・黒沢元博編『アレルギーをめぐる最近の話題』医事出版社、1995年。
- 塩原哲夫・宮地良樹編『キーワードを読む皮膚科』医学書院、1996年。ISBN 4260133438
- 宮地良樹編著『実地医家のための皮膚瘙痒症治療へのアプローチ』先端医学社、1996年。ISBN 4915892379
- 宮地良樹編著『アトピー性皮膚炎治療——最新のトピックス』先端医学社、1996年。ISBN 4915892360
- 宮地良樹編著『皮膚の老化と活性酸素・フリーラジカル』フレグランスジャーナル社、1996年。ISBN 4938344661
- 宮地良樹編『一人で対処する皮膚科診療』南江堂、1996年。ISBN 4524212140
- 宮地良樹編『皮膚科レジデント・戦略ガイド——君はどのような皮膚科医をめざすか』診断と治療社、1997年。ISBN 478780751X
- 宮地良樹・竹原和彦編『Consensus talk アトピー性皮膚炎』先端医学社、1997年。ISBN 4915892557
- 飯塚一・大塚藤男・宮地良樹編『NEW皮膚科学』南江堂、1997年。ISBN 4524209999
- 宮地良樹・竹原和彦編『膠原病——診断と治療の最新ポイント——皮膚から内臓へ』診断と治療社、1997年。ISBN 4787807536
- 宮地良樹・竹原和彦編『皮膚科外来診療マニュアル』医学書院、1997年。ISBN 4260133470
- 宮地良樹編『かゆみQ&A』医薬ジャーナル社、1997年。ISBN 4753216365

### 註釈
1. ↑  財団法人天理よろづ相談所は、2011年に公益財団法人天理よろづ相談所に改組された。